# The Fires of Conscience (film 1912)
The Fires of Conscience è un cortometraggio muto del 1912 diretto da Oscar Apfel.

## Produzione
Il film venne prodotto dalla Reliance Film Company

## Distribuzione
Distribuito dalla Mutual, il film - un cortometraggio di una bobina - uscì nelle sale cinematografiche statunitensi il 18 dicembre 1912.